# Jacob de Gheyn (II)

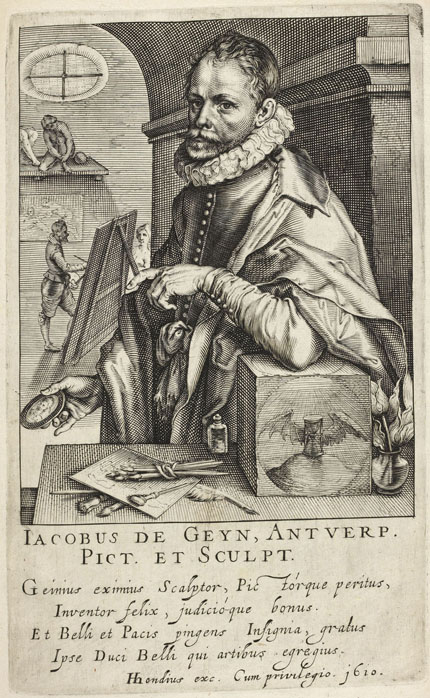
Portret van Jacob de Gheyn (II) door Hendrik Hondius I, 1610

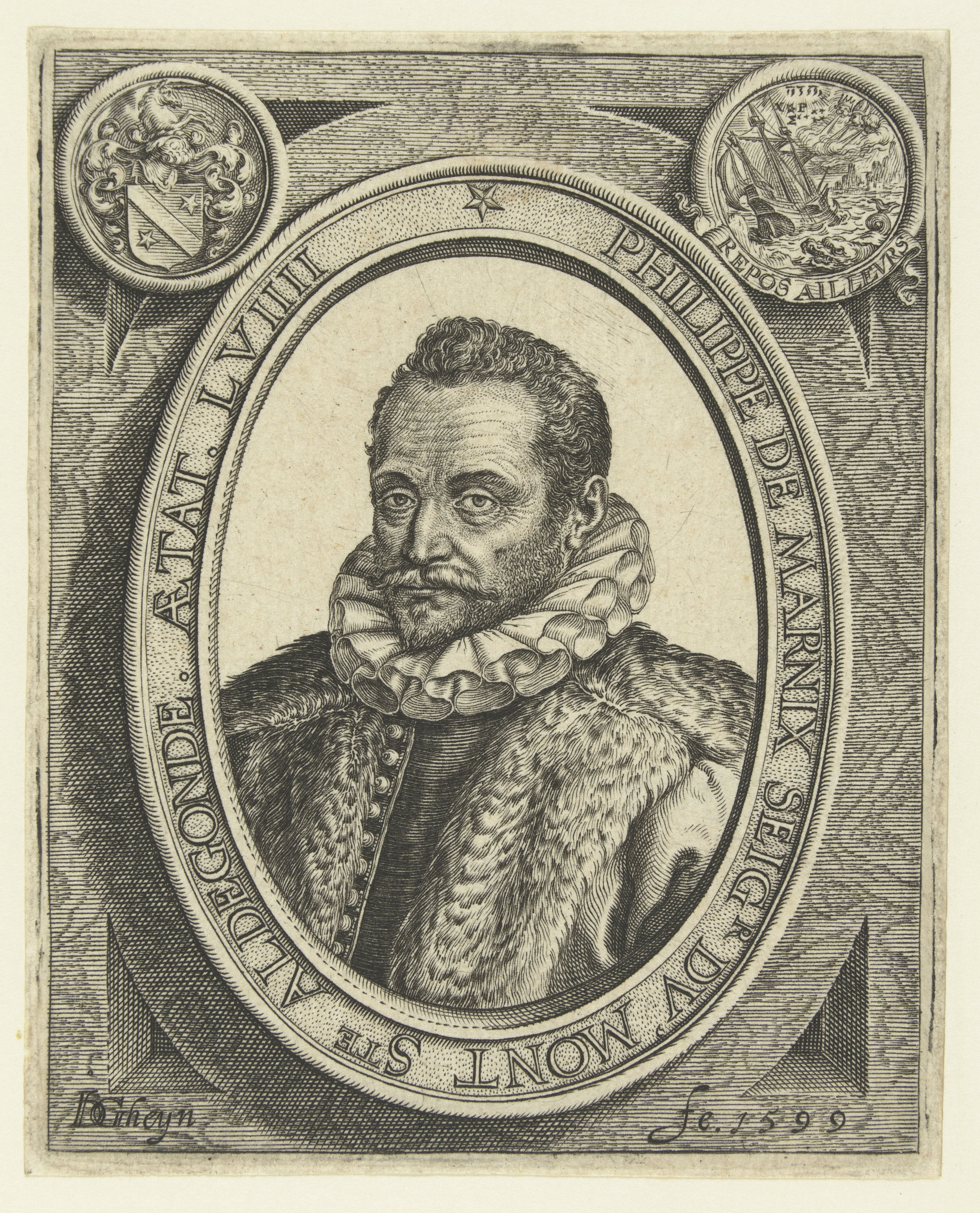
Portret van Marnix van St. Aldegonde, gravure, 1599

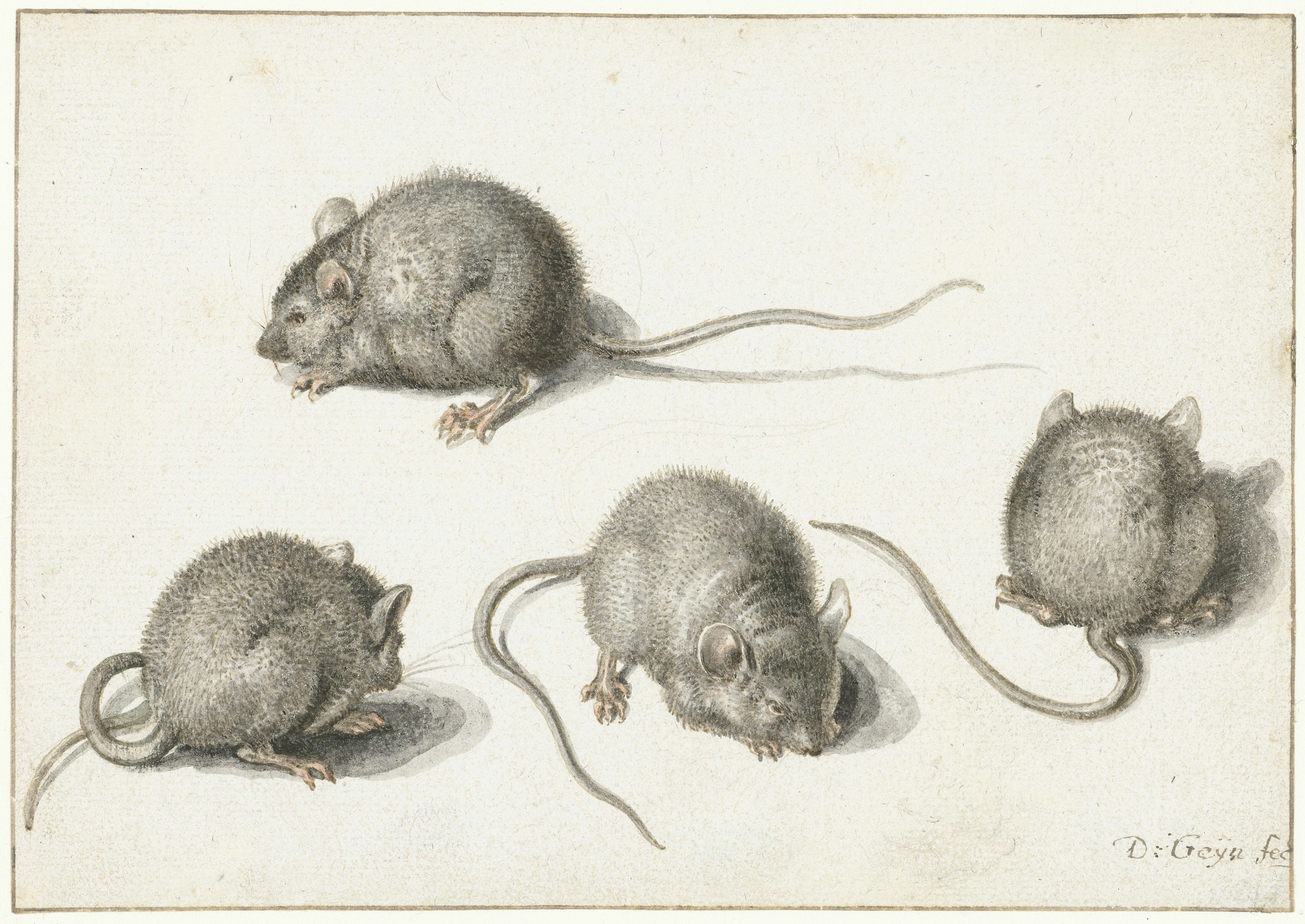
Viermaal een muisje (tekening), Koninklijke Musea voor Schone Kunsten van België, Brussel

Jacob de Gheyn (II) (Antwerpen, ca. 1565 – 's-Gravenhage, 29 maart 1629) was een Zuid-Nederlands tekenaar en schilder, zoon van Jacob de Gheyn (I).

## Biografie

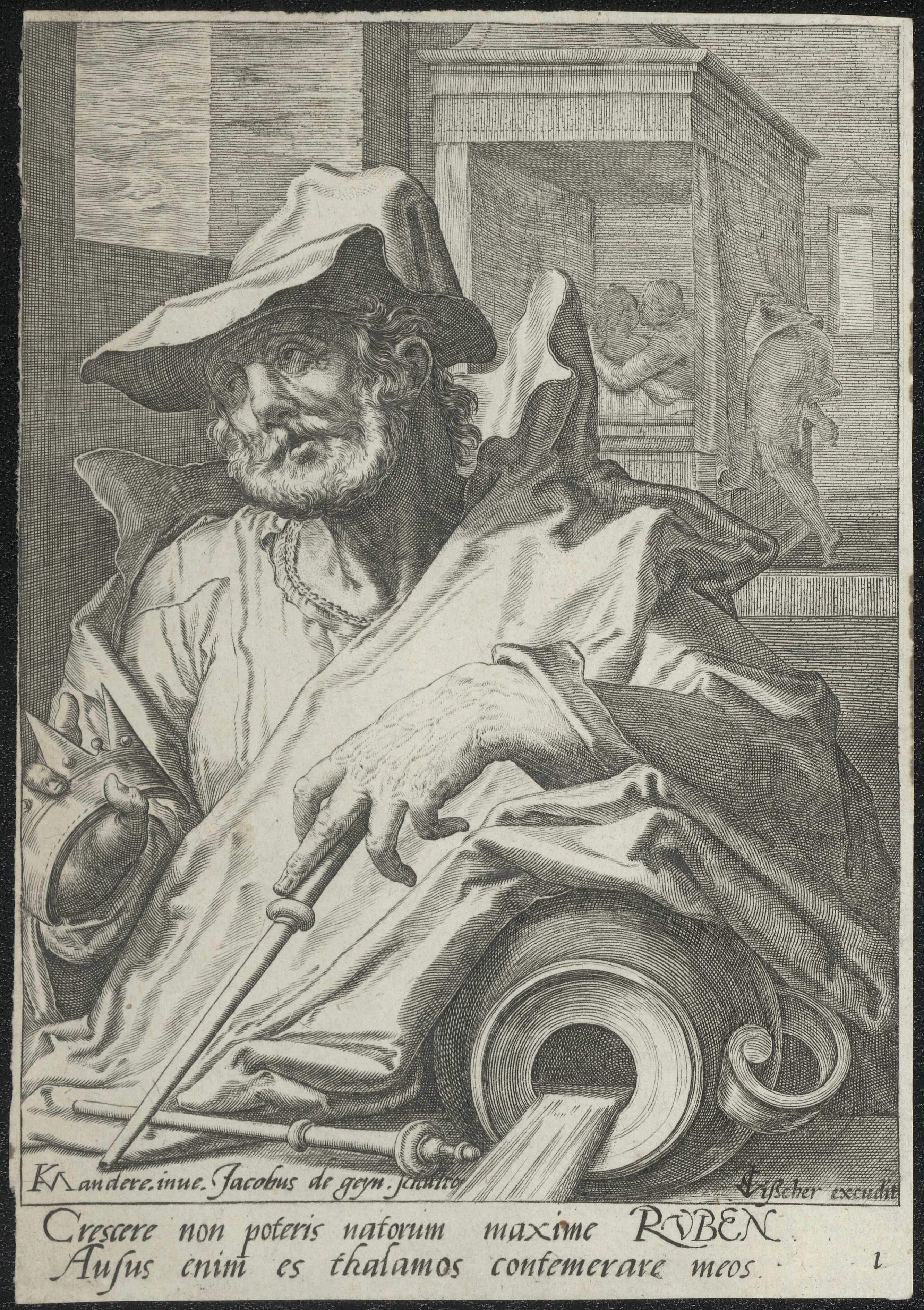
Ruben, Zoon van Jacob, Universiteitsbibliotheek, Gent (prent in navolging van Karel van Mander)

Hij kreeg eerst een opleiding van zijn vader, maar vanaf 1585 ging hij in de leer bij Hendrick Goltzius te Haarlem. De Gheyn trouwde in april 1595 met Eva Stalpaert van der Wiele, een dochter uit een rijke familie uit Den Haag. De Gheyn woonde van 1596 tot 1602 in Leiden, waar hij veel contact had met Hugo de Groot en andere geleerden aan de Leidse universiteit. Vanaf 1605 tot zijn dood in 1629 woonde De Gheyn in Den Haag. Hij werkte daar onder andere voor prins Maurits en zijn opvolger prins Frederik Hendrik. Zo liet Maurits een witte strijdhengst die in de Slag bij Nieuwpoort was buitgemaakt in 1603 door De Gheyn schilderen, aan de teugels gehouden door een stalknecht. Ook ontwierp De Gheyn een tuin voor prins Maurits, met een namaakgrot. 
De Gheyn maakte ook een getekend portret van Filips van Marnix van Sint-Aldegonde, waarschijnlijk tussen februari en december 1598. Dit portret werd omgezet in een gravure en diende waarschijnlijk als voorbeeld voor alle latere portretten.
Samen met Goltzius tekende De Gheyn een van de eerste vrouwelijke naakten in de Nederlandse kunst. Hij schilderde ook het vroegste vanitasstilleven van Europa en maakte ook bloemenschilderijen. In 1606 kreeg hij opdracht van de Staten-Generaal om voor het enorme bedrag van zeshonderd gulden een bloemstilleven te schilderen voor Maria de' Medici. Dit schilderij is echter verloren gegaan. Een jaar later bracht hij een exercitiehandboek uit voor het Staatse leger, de Wapenhandelinghe, van Roers Musquetten ende Spiessen.
Er zijn meer dan 1500 tekeningen van De Gheyn bekend. Met al zijn werk gaf hij vorm aan de overgang van het maniërisme naar het naturalisme van de 17e eeuw. 
De zoon van De Gheyn, Jacob de Gheyn (III), werd een belangrijke navolger van zijn vader, waardoor het werk van beiden moeilijk van elkaar te onderscheiden is.
Tekeningen van de De Gheyn dynastie kwamen terecht in de Belgische kunstverzameling van de familie De Grez, de zogenaamde Collectie de Grez. De gehele collectie werd in 1914 geschonken aan het Brusselse Museum voor Schone Kunsten.
- Auckland Art Gallery Toi o Tāmaki: 477
- Art Gallery of South Australia: 10370
- Biblioteca Nacional de España: XX1417236
- Bibliothèque nationale de France: cb13516386g (data)
- Biografisch Portaal: 40450203
- Catàleg d'autoritats de noms i títols de Catalunya: 981058525912806706
- Digitale Bibliotheek voor de Nederlandse Letteren: ghey001
- Stuttgart Database of Scientific Illustrators 1450–1950: 1778
- Gemeinsame Normdatei: 122094204
- International Standard Name Identifier: 0000 0000 7972 7106
- KulturNav: b1a52fd3-f20c-4603-8160-f0b32a3ea342
- Library of Congress Control Number: n50030007
- Nationale Bibliotheek van Letland: 000199707
- National Gallery of Victoria: 3612
- Nationale Bibliotheek van Tsjechië: jn19981001337
- Nationale bibliotheek van Australië: 35121478
- Nationale Bibliotheek van Israël: 987007432084105171
- Nederlandse Thesaurus van Auteursnamen: 06781767X
- RKD-Nederlands Instituut voor Kunstgeschiedenis: 31339
- Istituto Centrale per il Catalogo Unico: BVEV073827
- LIBRIS: 264257
- SNAC: w6ff52nk
- Système universitaire de documentation: 028130464
- Museum of New Zealand Te Papa Tongarewa: 32325
- Trove: 832641
- Union List of Artist Names: 500115191
- Virtual International Authority File: 29688669
- WorldCat: E39PBJqVPPR8jwkmKThjb6kVYP